# نیو بوستون، شهرستان اسپنسر، ایندیانا
نیو بوستون (به انگلیسی: New Boston) یک منطقهٔ مسکونی در ایالات متحده آمریکا است که در ایندیانا واقع شده‌است. نیو بوستون ۱۳۹٫۹ متر بالاتر از سطح دریا قرار دارد.